# Soldiers of Jah Army
Pour les autres significations, voir Soja (homonymie).
Soldiers of Jah Army (SOJA en abrégé) est un groupe de reggae américain, de Washington, D.C.

## Biographie
Depuis des années Washington, D.C s’est distinguée par sa scène hardcore mais les excellents Bad Brains ont également bien représenté la scène reggae. S.O.J.A. a grandi dans cet héritage des Brains tout en créant leur propre fusion faite d’une musique roots et sensible mêlée aux rythmes traditionnels du reggae, « une rencontre passionnée et profonde ».
(Washington Post ’06)
Il n’est pas facile de définir la musique de S.O.J.A. Bien qu’enracinés dans le reggae, ils ne s’arrêtent pas là, et la pluralité de leur fans reflète cette diversité musicale. La musique s’inspire et englobe tous les chemins de la vie, sans préjugés, elle est à tout le monde et pour tout le monde.
Le groupe a grandi en écoutant du reggae, du hip hop, du rock. Dans leur son le reggae s’est imposé comme prédominant car cette musique livre un réel message et encourage à la révolution des mentalités. Le groupe est composé de Jacob Hemphill (guitare, chant), Bob Jefferson (basse),  Patrick O’Shea  (claviers), Ken Brownell (percussion), Ryan Berty (batterie), Trevor Young (guitare), Hellman Escorcia (saxophone), Rafael Rodriguez (trompette). Il s’est formé en 1997. Depuis 2000, le groupe a produit cinq albums dont « Strenght to Survive » sorti en 2012 et deux EP, tous sortis sous leur propre label Innerloop. Leur dernier album « Live in Virginia » est sorti le 30 septembre 2016.

## L'albumGet wiser
J.Hemphill explique le sens de ce titre: « ce nouvel album s’appelle « Get Wiser », l’idée est, qu’en tant que société, nous avons le devoir d’éclairer les gens. Nous essayons d’élever la conscience des peuples en brisant ce qui les rend aveugle. Nous devons rapporter la vérité pour que les gens soient plus sages ». 
En appelant leur propre album « Get Wiser », S.O.J.A. démontre que leur musique et leur message ne cessera de grandir et de s’élever. En adéquation avec le message de leur dernier opus, « Get Wiser », SOJA s’engage dans un voyage à travers le monde. Leur message et leurs concerts se sont propagés à Hawaï, en Californie, en Oregon et sur la Côte Est ces derniers mois, « diffusant avec équilibre, un feu embrasant et une eau apaisante, abondants de riddims et de chants sages et puissants » (The Beat, Feb ‘05).
En 2007, S.O.J.A. a réalisé sa première tournée Européenne, en passant par la France, le Portugal, la Suisse, la Suède, la Belgique...
Leur DVD Get wiser live, tourné au State Theatre de Falls Church près de Washington, est sorti le 21 novembre 2007.

## Born in Babylon
En 2009, et après des mois d'incertitudes (aucune nouvelle d'un prochain album), un nouvel effort est annoncé sur le myspace du groupe, pour le 25 août 2009.
Cette nouvelle galette succède au maxi Stars and Stripes, dont la plupart des morceaux n'ont pas été conservés dans Born in Babylon, le groupe ayant eu des problèmes avec sa maison de disques de l'époque.
Au niveau du son, l'album est très différent de ce que pouvait proposer Get Wiser. On pense alors au premier album du groupe, Peace in a time of war, dont le son était plus roots. 
Mais Born in Babylon s'en éloigne encore, et semble plus témoigner d'une évolution plus profonde du groupe, peut être un peu moins reggae et un peu plus rock, toutes proportions gardées.

## Membres
- Jacob Hemphill : Chants, Guitare
- Bob Jefferson : Basse
- Ken Brownell : Percussions
- Ryan Berty : Batterie
- Patrick O’Shea : Claviers
- Trevor Young : Chœurs, Guitare
- Hellman Escorcia : Saxophone
- Rafael Rodriguez : Trompette

## Discographie
- 2000 - Soldiers of Jah Army (maxi)
- 2003 - Peace in a Time of War
- 2005 - Dub in a Time of War
- 2006 - Get Wiser
- 2007 - Get Wiser Live (DVD)
- 2008 - Stars and Stripes (maxi)
- 2009 - Born in Babylon
- 2010 -  Everything Changes (Single 2010)
- 2012 -  Strength to Survive
- 2014 -  Amid the Noise and Haste
- 2016 -  Live in Virginia
- 2017 -  Poetry in Motion
- 2021 -  Beauty in the Silence